# مختل (فلم 2020)
"'مختل"' (بالإنجليزية: Unhinged) هو فيلم إثارة أمريكي من إخراج ديريك بورت وبطولة راسل كرو، كارن بستوريس،غابرييل باتمان وجيمي سيمبسون.
تم عرض الفيلم في الولايات المتحدة يوم 21 أغسطس 2020.